# Rusko-turski rat (1710. – 1711.)
Rusko-turski rat (1710. – 1711.) bio je samo južna epizoda puno većeg ratnog sukoba Velikog sjevernog rata sa Švedskim Carstvom i susjednim baltičkim državama. 
Rat između Moskovskog i Osmanskog Carstva izbio je poslije ruske pobjede nad Švedskom u Bitci kod Poltave. Nakon poraza ranjeni švedski kralj Karlo XII. pobjegao je s bojnog polja, uz pomoć  Austrije i francuskih diplomata, u grad Bender (Moldavija) pod okrilje turskog sultana Ahmed III.
Sultana je uspio uvjeriti da objavi rat Rusiji 20. studenoga 1710. 
Ruski car Petar Veliki, kao odgovor na tursko odbijanje, da im se isporuči Karlo XII., naredio je napad na Moldovu, nadajući se usput da će pohod biti lak, i da će usput potaknuti lokalno kršćansko stanovništvo na ustanak. Pohod na Moldovu vodio je Boris Šeremetev, ovaj vojni pohod je bio nabrzinu i loše organiziran, jer vojska od 38 000 vojnika imala streljiva za samo tri dana borbe. 
Odlučna bitka ovog rata otpočela je kod mjesta Stanilešti, kod rijeke Prut, 18. srpnja 1711., gdje je rusku vojsku, koju je vodio sam ruski car Petar Veliki, dočekala puno brojnija vojska Velikog vezira paše Baltadži Mehmeta (oko 120 000 turskih vojnika i 70 000 krimskih Tatara), opkolila je i porazila. Petar I., nije imao izlaza i morao je zatražiti primirje.
Rat je završio 21. srpnja 1711. potpisivanjem Mira iz Pruta, po kojem je sultan u svojim zahtjevima prema Rusiji bio relativno umjeren ( i razočarao Karla XII., koji je u tom vidio priliku za konačnu likvidaciju Rusije). Rusija se po tom mirovnom ugovoru, morala povući iz Azova i Taganroga, porušiti nekoliko graničnih utvrda u tom dijelu. Car Petar Veliki, se također morao obavezati da se neće miješati u unutrašnje poslove Poljsko-litavske unije (Država dviju naroda). 